# Enea Zuffi
Enea Zuffi (Torino, 27 dicembre 1889 – Torino, 13 luglio 1968) è stato un calciatore italiano, di ruolo attaccante.

## Biografia
Nacque a Torino in via San Quintino 34 da Enea Zuffi (il padre portava il suo stesso nome) e Alice Drake.

## Carriera
A livello di club ha giocato in entrambe le squadre calcistiche di Torino, il Torino e la Juventus.
Con la Nazionale italiana di calcio ha partecipato al torneo olimpico di Stoccolma 1912, disputando due incontri: il turno di qualificazione del torneo ufficiale contro la Finlandia e la semifinale del torneo di consolazione contro l'Austria.

## Statistiche

### Cronologia presenze e reti in Nazionale
| Cronologia completa delle presenze e delle reti in nazionale ― Italia | Cronologia completa delle presenze e delle reti in nazionale ― Italia | Cronologia completa delle presenze e delle reti in nazionale ― Italia | Cronologia completa delle presenze e delle reti in nazionale ― Italia | Cronologia completa delle presenze e delle reti in nazionale ― Italia | Cronologia completa delle presenze e delle reti in nazionale ― Italia | Cronologia completa delle presenze e delle reti in nazionale ― Italia | Cronologia completa delle presenze e delle reti in nazionale ― Italia |
| Data                                                                  | Città                                                                 | In casa                                                               | Risultato                                                             | Ospiti                                                                | Competizione                                                          | Reti                                                                  | Note                                                                  |
| --------------------------------------------------------------------- | --------------------------------------------------------------------- | --------------------------------------------------------------------- | --------------------------------------------------------------------- | --------------------------------------------------------------------- | --------------------------------------------------------------------- | --------------------------------------------------------------------- | --------------------------------------------------------------------- |
| 29/06/1912                                                            | Stoccolma                                                             | Finlandia                                                             | 3 – 2 dts                                                             | Italia                                                                | Olimpiadi 1912                                                        | -                                                                     |                                                                       |
| 03/07/1912                                                            | Stoccolma                                                             | Austria                                                               | 5 – 1                                                                 | Italia                                                                | Olimpiadi 1912                                                        | -                                                                     |                                                                       |
| Totale                                                                |                                                                       | Presenze                                                              | 2                                                                     |                                                                       | Reti                                                                  | 0                                                                     |                                                                       |